# Третій Доктор
Третій Доктор — ім'я, надане третьому втіленню вигаданого персонажа, відомого як Доктор, який є героєм популярного науково-фантастичного телесеріалу «Доктор Хто». Його зіграв актор Джон Пертві.

## Біографія
Після того, як Доктора звинуватили у порушенні законів Володарів Часу про невтручання і тому прискорили процес його регенерації, він опинився на Землі 20 сторіччя. Третій Доктор негайно налагодив робочі стосунки з UNIT'ом — міжнародною організацією, завданням якої є захист Землі від іншопланетних загроз.
Ця співпраця була зумовлена тим, що UNIT потребував допомоги Доктора у боротьбі з позаземними ворогами, а Доктор розраховував на те, що, використовуючи технічні ресурси цієї організації, він зуміє полагодити свою ТАРДІС, внаслідок чого припиниться його заслання. Є деяка розбіжність у твердженнях з різних епізодів про те, коли тривала історія Третього Доктора. За словами виробничої команди, усі події відбувалися у недалекому майбутньому, але команда сценаристів іноді про це забувала і писала про теперішній час (початок 70-х).
Доктор також продовжував знайомство з Бригадиром Летбрідж-Стюартом, з яким він уперше зіткнувся, у своєму попередньому втіленні, коли той іще був полковником у команді, котра билася з Єті та Кіберлюдьми. Серед інших людей, з якими спілкувався Третій Доктор були співробітники UNIT'у — Сержант Бентон і Капітан Майк Єйтс.
У серії, коли в Ессексі падали метеорити, Доктор разом із науковцем UNIT'у Ліз Шоу уперше зустрів живих створінь із пластику. Ці істоти — автони — мали стати одними з тих ворогів Доктора, які постійно повертаються, подібно до Далеків та Кіберлюдей. По завершенні цієї пригоди Доктор став штатним науковим радником UNIT'у. А після першої зустрічі з Силуріанами замість Ліз Доктор отримав нового асистента — трохи неслухняну, проте віддану супутницю на ім'я Джо Грант.
Після зустрічі з Джо Третій Доктор зіткнувся зі своєю найбільшою проблемою (поряд із Далеками) — Майстром у виконанні Роджера Дельгадо. Підступний Володар Часу, Майстер вразив Третього Доктора своїми диявольськими задумами, зокрема він хотів викликати давнього демона і звільнити з ув'язнення Кроноса. Вигнання Доктора тривало, допоки Володарі Часу не переглянули вирок після того, як він урятував їх від Руки Омеги. Третій Доктор, якому знову було дозволено мандрувати в часі та просторі, згодом іще раз натрапив на Майстра і найдавнішого ворога — Далеків. Хоча Майстер був геніальним у своїх злочинах, Доктору завжди вдавалося його здолати.
Поки Доктор боровся із глобальним потеплінням, яке спричинив суперкомп'ютер BOSS, Джо зустріла лікаря Кліффорда Джонса і закохалася в нього. Вона вийшла за нього заміж і поїхала з ним в експедицію до Амазонки. Доктор знову залишився сам.
Новим компаньйоном Доктора стала безстрашна журналістка Сара-Джейн Сміт. У своїх завершальних пригодах Третій Доктор завдав поразки Сонтаранцям у середньовічній Англії і Далекам на планеті Ексілон. В епізоді «Планета Павуків» Третій Доктор зазнав сильного радіаційного отруєння. Коли ТАРДІС принесла його назад до штаб-квартири UNIT'у, Доктор уже помирав. Так відбулася чергова регенерація, і ми побачили Четвертого Доктора.
Епізоди з Третім Доктором стали першими кольоровими серіями.

## Постать

### Характер
Третій Доктор був чемною і владною людиною дії. Він не тільки практикував карате та айкідо, але й вільно почувався під час їзди верхи та керування будь-якими видами транспорту.
Більшу частину свого життя Третій Доктор прожив на Землі, неохоче співпрацюючи з UNIT'ом. І хоча він і прив'язався до кількох своїх колег (як, наприклад, Ліз Шоу і Джо Грант), він без тіні сумніву вирушає в мандрівку, коли в нього з'являється така можливість. Цей Доктор ненавидів пихатих бюрократів і весь чиновницький апарат взагалі, тому не дивно, що його улюбленою фразою у спілкуванні з посадовцями було: «А тепер послухайте мене!»
Попри свою зарозумілість, Третій Доктор по-батьківськи оберігав своїх компаньйонів, він навіть захоплювався винахідливістю свого головного ворога — Майстра, і лідера UNIT'у — Бригадира Летбрідж-Стюарта, з яким врешті-решт знайшов спільну мову. Навіть після того, як його заслання добігло кінця, моральні переконання Доктора не дозволили йому залишити UNIT сам-на-сам із ворогами, і він продовжував підтримувати зв'язок з організацією.
Взагалі, це втілення Доктора було більш ризиковим, ніж два попередні. Він був першим, хто напав би на ворога у безвихідній ситуації (попередні втілення майже завжди намагалися сховатися, втекти або провести переговори замість того, щоб безпосередньо атакувати). Проте, навіть він не нападав без крайньої потреби і надавав перевагу роззброєнню ворога, а не його знищенню.
Можливо, завдяки тому часу, що він провів на Землі, Третій Доктор був кваліфікованим дипломатом, а також мав неабиякі здібності до маскування — все це, в поєднанні з його величезним галактичним досвідом, дозволяє Третьому Докторові відігравати центральну роль у пригодах, в яких йому довелося брати участь.

### Імідж
Кожне із втілень Доктора було досить харизматичним, зі своїм баченням одягу. Третій Доктор носив найпишніший одяг за всю історію серіалу, зокрема гофровані сорочки, оксамитовий смокінг, синій светр, традиційні туфлі, а також різні аксесуари: краватки та шкіряні рукавички. Через такі уподобання Третій Доктор дістав прізвисько «Ошатний Доктор».

## Пізніші появи
Третій Доктор іще раз з'явився у серіалі — у спеціальному епізоді, присвяченому двадцятиріччю серіалу «П'ять Докторів». Точне розташування цієї історії у межах хронології Третього Доктора невідоме, проте він згадує Сару-Джейн Сміт, отже ці події відбувалися після серії «Воїн Часу».
Короткий кліп з Третім Доктором з'явився у Різдвяному спецвипуску-2008 Наступний Доктор.